# آني ناثان ماير
آني ناثان ماير (بالإنجليزية: Annie Nathan Meyer)‏ (19 فبراير 1867، نيويورك في الولايات المتحدة - 23 سبتمبر 1951)؛ كاتِبة وروائية أمريكية.

## روابط خارجية
- آني ناثان ماير على موقع الموسوعة البريطانية (الإنجليزية)
- آني ناثان ماير على موقع قاعدة بيانات برودواي على الإنترنت (الإنجليزية)